# Šarišské Dravce
Šarišské Dravce es un municipio del distrito de Sabinov en la región de Prešov, Eslovaquia, con una población estimada a final del año 2024 de 1245 habitantes.
Se encuentra ubicado en el centro-oeste de la región, en el valle del río Torysa (cuenca hidrográfica del río Tisza).

## Demografía
| Año        | 1994 | 2004    | 2014    | 2024    |
| ---------- | ---- | ------- | ------- | ------- |
| Población  | 1210 | 1244    | 1224    | 1245    |
| Diferencia |      | +2,80 % | −1,60 % | +1,71 % |

| Año        | 2023 | 2024    |
| ---------- | ---- | ------- |
| Población  | 1237 | 1245    |
| Diferencia |      | +0,64 % |